# كريس جونز (ملحن)
كريس جونز (بالإنجليزية: Chris Jones)‏ هو كاتب أغاني وعازف قيثارة ومغني وملحن أمريكي، ولد في 11 نوفمبر 1958 في رينو في الولايات المتحدة، وتوفي في 13 سبتمبر 2005 في نورتهايم في ألمانيا بسبب لمفوما.

## وصلات خارجية
- كريس جونز على موقع ميوزك برينز (الإنجليزية)
- كريس جونز على موقع ديسكوغز (الإنجليزية)